# Rájovská trojice
Rájovská trojice jsou památné stromy v osadě Rájov jižně od Přimdy. Tři lípy velkolisté (Tilia platyphyllos) rostou v jihovýchodní části vsi v nadmořské výšce 550 m. Obvody jejich kmenů měří 305, 330 a 360 cm, koruny dosahují do výšky 21 m (měření 1983). Lípy jsou chráněny od roku 1983 pro svůj vzrůst a jako součást památky.

## Stromy v okolí
- Lípa Jindřicha Kolowrata
- Jadružský smrk
- Jadružský jasan